# Laurids Brockenhuus
Laurids Brockenhuus (født 8. september 1552, død 7. november 1604 på Bramstrup) var en dansk adelsmand.
Han var eneste søn af Frands Brockenhuus. I sin ungdom studerede han ved Københavns Universitet, tjente derefter to år i Kancelliet og tog sluttelig del i krigen med Sverige, i hvilken han tjente med 12 ryttere. Efter freden i 1570 blev han hofjunker, men forlod dog snart hoftjenesten. Efter sine forældres tidlige død var han nemlig bleven ejer af hovedgårdene Bramstrup og Egeskov, og han satte derfor i en forholdsvis ung alder bo. 25. november 1571 fejrede han på Egeskov sit bryllup med den 8 år ældre Karen Skram, datter af den berømte søhelt Peder Skram.
Kun 27 år gammel fik han sin første og eneste betydelige forlening, i det han blev lensmand på Nyborg og stiftslensmand på Fyn, og dette Len, hvortil 1580-82 var knyttet Tranekær, beholdt han til 1601, få år før sin død, som indtraf 7. november 1604 på Bramstrup; fru Karen Skram overlevede ham i 21 år. Laurids Brockenhuus har ikke efterladt sig det bedste eftermæle; dog er der mulig i så henseende gjort ham nogen uret. Af hans optræden imod sin ulykkelige datter Rigborg Brockenhuus har man sluttet, at han var en hård og rå fader, men det må dog erindres, at han her kun efterkom en kongelig dom, der ganske var i samtidens ånd, og at Rigborg kun bødede for sin krænkelse af slægtens ære på samme måde, som mange af hendes standssøstre gjorde det både før og senere.
Langt mere graverende var et drab, som han kort før sit bryllup begik på en kvinde i København. De nærmere omstændigheder herved kendes ikke; han måtte betale en ualmindelig høj bøde i penge, men også på dette drab så samtiden med andre øjne end efterverdenen: ligesom det end ikke foranledigede en opsættelse af hans bryllup, således ses det heller ikke senere at have berøvet ham kongens gunst eller hans samtids agtelse. Samtidige vidnesbyrd roser hans gudsfrygt og hans gavmildhed mod sine sognekirker, og det siges, at han holdt adskillige unge mennesker til studeringer. Sagnet fremhæver hans usædvanlige legemsstyrke.